# Janice Karman
Janice Felice Karman Bagdasarian (ur. 21 maja 1954 w Los Angeles, Kalifornia) – amerykańska producentka filmowa i muzyczna, a także wokalistka.
Wraz z mężem Rossem Bagdasarianem Jr. jest współwłaścicielką firmy Bagdasarian Productions, której celem jest produkcja albumów, kreskówek i innych produktów opartych na postaciach z serii Alvin i wiewiórki. Jest znana głównie dzięki dubbingowaniu głosu Teodora oraz Chipetek (ang. The Chipettes): Brittany, Jeanette i Eleanor w serialach animowanych Alvin i wiewiórki.

## Życie prywatne
Jej rodzice: ojciec Harvey Leroy Karman (Harvey Walters) oraz matka Felice byli psychologami. Karman i jej mąż mają dwoje dzieci, córkę Vanesse (ur. 1986) i syna Michaela (ur. 1990).

## Filmografia
- 2015: Alvin i wiewiórki 4 jako Theodore, The Chipettes (tylko role śpiewane)
- 2011: Alvin i wiewiórki 3 jako Theodore, The Chipettes (tylko role śpiewane)
- 2011: Alvin and the Chipmunks: Chipwrecked (Video Game) – Theodore Seville, Brittany Miller, Jeanette Miller
- 2009: Alvin i wiewiórki 2 – Theodore, the Chipettes (tylko role śpiewane)
- 2009: Alvin and the Chipmunks: The Squeakquel (Video Game) – Theodore Seville, Brittany Miller, Jeanette Miller (głosy)
- 2007: Alvin i wiewiórki – Theodore (tylko role śpiewane)
- 2007: Alvin and the Chipmunks (Video Game) – Theodore (głos)
- 2005: Little Alvin and the Mini-Munks (Video) – Lalu, Theodore Seville, Brittany Miller (głosy)
- 2000: Alvin and the Chipmunks Meet the Wolfman (Video) – Theodore, Brittany, Jeanette (głosy)
- 1999: Alvin and the Chipmunks Meet Frankenstein (Video) – Theodore Seville (głos)
- 1996: On Dangerous Ground (TV Movie) – Maggie Tanner
- 1995: The Easter Chipmunk (TV Movie) – Theodore Seville (głos)
- 1994: A Chipmunk Celebration (TV Movie) – Theodore Seville (głos)
- 1994: Alvin and the Chipmunks: Trick or Treason (TV Movie) – Theodore Seville (głos)
- 1983-1990: Szaleństwa Alvina Wiewiórki – Theodore Seville, Brittany Miller, Jeanette Miller, Eleanor Miller (głosy)
- 1990: Tajemnica zaginionej skarbonki – Theodore (głos)
- 1987: Przygoda wiewiórek – Theodore, Brittany, Jeanette, Eleonore (głosy)
- 1986: Alvin Goes Back to School (TV Movie) – Theodore (głos)
- 1985: A Chipmunk Reunion (TV Movie) – Theodore Seville, Brittany, Jeanette, Eleonore (głosy)
- 1984: I Love the Chipmunks Valentine Special (TV Movie) – Theodore, Brittany, Jeanette, Eleonore (głosy)
- 1981: A Chipmunk Christmas (TV Movie) – Theodore, siostra Tommiego (głosy)
- 1979: Breaking Up Is Hard to Do (TV Movie) – Beth
- 1979: Silent Victory: The Kitty O’Neil Story (TV Movie) – trzecia nauczycielka
- 1976: Slumber Party '57 – Hank
- 1975: The Jezebels – Bunny
- 1975: Wham! Bam! Thank You, Spaceman! – prostytutka